# Stazione di Isernia
La stazione di Isernia è una stazione ferroviaria passante sulla linea Termoli - Venafro, sita nel comune di Isernia, in Piazza della Repubblica.

## Storia

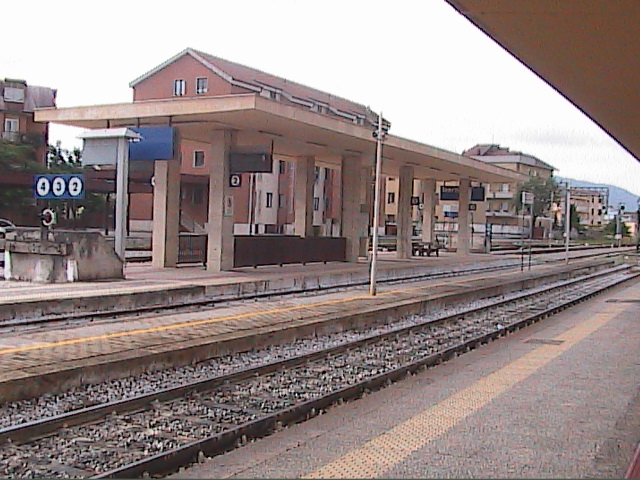
La stazione lato binari

La stazione venne aperta insieme al primo tratto della linea per Vairano il 21 marzo 1894. Già dagli esordi, la stazione ebbe un buon traffico viaggiatori e merci, tanto che fu dotata di uno scalo merci. La stazione acquistò maggiore importanza nel 1897, quando fu aperta la tratta ferroviaria Sulmona - Carpinone, consecutivamente collegata ad Isernia.
Durante la seconda guerra mondiale la stazione venne completamente distrutta e la sua ricostruzione durò fino al 1960.
Dal 2001, quando fu aperta la bretella fra le stazioni di Venafro e Rocca d'Evandro-San Vittore, creando quindi un collegamento diretto fra Campobasso e Roma, si è registrata una lieve crescita dell'afflusso di passeggeri (soprattutto pendolari), mentre quello merci è andato sempre diminuendo, tanto che dal 2010 sono stati rimossi i binari dello scalo merci, creando un vasto piazzale per autobus e pullman di linea. Dal 2023 è attiva la linea elettrificata.

## Strutture e impianti

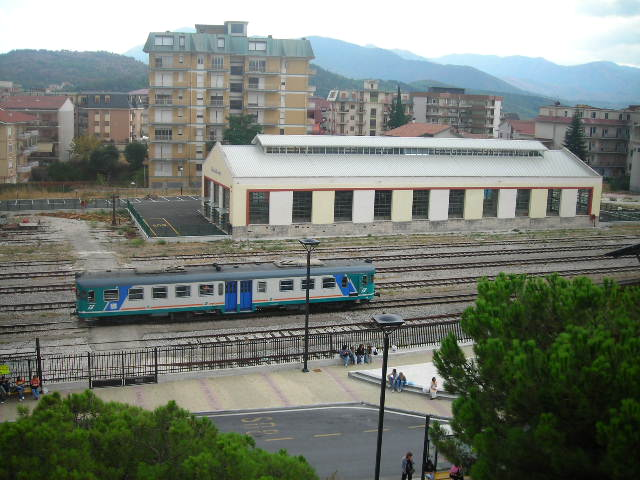
Il fascio di binari in direzione di Campobasso

La gestione degli impianti è affidata a Rete Ferroviaria Italiana, che colloca la stazione nella categoria "Silver".
La facciata del fabbricato viaggiatori dà su Piazza della Repubblica ed è preceduta da un'ampia tettoia in cemento armato.
Dello scalo merci, i cui binari sono stati smantellati, rimane soltanto l'ex magazzino, chiuso e non più utilizzato. Il vecchio deposito locomotive invece è stato ristrutturato ed adibito ad officina della cultura e del tempo libero.

## Movimento
Il servizio viaggiatori è costituito da relazioni regionali svolte da Trenitalia.

## Servizi
La stazione dispone di:
- Biglietteria automatica
- Sala d'attesa
- Servizi igienici
- Bar

## Interscambi
La stazione è connessa con i seguenti interscambi:
- Fermata autolinee urbane e interurbane